# Rosetta LeNoire
Rosetta LeNoire, född Rosetta Olive Burton den 8 augusti 1911 i New York, död 17 mars 2002 i Teaneck, Bergen County, New Jersey, var en amerikansk skådespelerska. Hon agerade bland annat i serierna Gimme a Break! och Amen. Hon är kanske särskilt känd för sin roll som Estelle "Mother" Winslow i komediserien Räkna med bråk. År 1999 blev hon tilldelad National Medal of Arts.